# Mazocraeoides olentangiensis
Mazocraeoides olentangiensis är en plattmaskart. Mazocraeoides olentangiensis ingår i släktet Mazocraeoides och familjen Mazocraeidae. Inga underarter finns listade i Catalogue of Life.